# Єрмошин Михайло Олександрович
Миха́йло Олекса́ндрович Єрмо́шин (* 1953) — професор, доктор військових наук.

## З життєпису
Народився 1953 року в місті Рибінськ. Першу вищу освіту 1975 року здобув у Київському вищому інженерному радіотехнічному училищі протиповітряної оборони — за спеціальністю «засоби автоматизованих систем управління».
Служив на офіцерських посадах у військових частинах. Протягом 1984—1986 років навчався у Військовій інженерній радіотехнічній академії ППО. 1986 року вступив до очної ад'юнктури цієї ж академії, навчався при кафедрі оперативного мистецтва військ ППО. З 1989 року — викладач і старший викладач — тактичний керівник курсу цієї кафедри.
1993 року призначений на посаду начальника кафедри тактики та управління вогнем зенітних ракетних з'єднань та частин ППО Харківського військового університету. 1994 року отримав вчене звання доцента кафедри тактики та управління вогнем зенітних ракетних з'єднань та частин ППО.
У 2004 році проходив службу на посаді начальника кафедри тактики та бойового застосування зенітних ракетних військ. 2007 року захистив докторську дисертацію, 2008-го присвоєно вчене звання професора кафедри тактики та бойового застосування зенітних ракетних військ.
2008 року звільнився з лав Збройних сил України; професор кафедри тактики зенітних ракетних військ факультету зенітних ракетних військ Харківського університету Повітряних сил ім. Івана Кожедуба.
Працював у конструкторському бюро заводу ім. Малишева та на державному підприємстві «Науково-дослідний інститут «Оріон»». Брав участь у роботі спеціалізованих вчених рад у Харківському університеті Повітряних сил, Центральному науково-дослідному інституті Збройних сил України та Академії внутрішніх військ МВС України. Член редакційних колегій журналів: «Системи озброєння і військова техніка», «Наука і техніка Повітряних сил Збройних сил України», «Збірник наукових праць Харківського університету Повітряних сил», «Честь і закон».
Автор 120 наукових праць, винаходу, у тому числі 2 монографій. Науковий керівник захисту 2 ад'юнктів, та 5 докторантів.
З дружиною Ніною Сергіївною виховали 2 доньок — Ларису та Олену.

### Нагороди
- «60 років Збройним Силам СРСР»
- «За бездоганну службу» І ст., ІІ ст., III ст.;
- «70 років Збройних Сил СРСР»
- «10 років Збройним силам України»
- «15 років Збройним силам України»
- відзнака «Війська ППО країни»
- відзнака «Ветеран військової служби»
- знак «Війська ППО України»
- знак «5 років Повітряним силам Збройних сил України»
- знак «За самовіддану працю у Збройних силах України».

### Серед робіт
- «Особливості застосування підрозділів зенітних ракетних військ у ситуації ескалації воєнного конфлікту на території держави: навчальний посібник», 2015, співавтори Волювач Сергій Анатолійович, Воронін Віктор Валерійович, Ярош Сергій Петрович, Ряполов Євген Іванович
- «Бойове застосування високоточних засобів пораження і особливості боротьби з ними», 2016, співавтори Ярош Сергій Петрович, Коломійцев Олексій Володимирович, Смірнов Євген Борисович, Ткаченко Віктор Іванович, Шулежко Василь Володимирович, Ряполов Євген Іванович